# Baile na nGall
Baile na nGall ("ciutat dels forasters" en anglès Ballynagall o Ballydavid és una vila d'Irlanda, al comtat de Kerry, a la província de Munster. Es troba a la regió Gaeltacht d'Ard na Caithne a la península de Dingle.
A la vila hi ha el castell de Gallarus, una torre del segle xv construïda pel cavaller de Kerry durant la dinastia dels Fitzgerald. Actualment és patrimoni històric irlandès i es troba a un kilòmetre del menys significatiu oratori de Gallarus.
RTÉ Raidió na Gaeltachta té uns estudis a Ballynagall. La torre de la ràdio també retransmet per a RTÉ Network Limited.